# Kaj Aspegrén
Karin Sofia (Kaj) Aspegrén, född 17 juni 1912 i Ängelholm, död 25 juli 2001 i Sankt Görans församling, Stockholm, var en svensk skådespelare och kortfilmsregissör.
Hon var gift med regissören Christian A. Tenow (1896–1977). De är begravda på Bromma kyrkogård.

## Filmografi

### Klippning
- 1944 – Vi på Vallberga
- 1946 – De unga tar vid

### Regissör
- 1938 – Studieresan
- 1939 – Resan till Romme
- 1939 – Plomberad mjölk
- 1941 – Vi äter potatis
- 1941 – I bärmarkerna
- 1942 – Klara konserverar
- 1942 – Eld, lera och människor
- 1942 – Den sparade poängen
- 1943 – Porslinsbruket
- 1943 – Grön front
- 1944 – Vi på Vallberga
- 1944 – Tre musketöser
- 1946 – De unga tar vid
- 1947 – Petter and Pat in Lapland
- 1948 – Karlsson och konjunkturerna
- 1949 – Evert Taube
- 1950 – Kalas sa' Pelle
- 1950 – Den onödiga olyckan
- 1956 – En vanlig vardag
- 1962 – Ingen fara för handen

### Roller
- 1933 – Stockholmsresan
- 1933 – Giftasvuxna döttrar
- 1933 – Hälsingar
- 1934 – Uppsagd
- 1935 – Järnets män
- 1935 – En kämpe faller
- 1936 – Stackars miljonärer
- 1936 – Kärlek och monopol
- 1937 – En flicka kommer till sta'n
- 1937 – Pappa får påökt
- 1939 – Katjas cirkel
- 1942 – Mjölkens mirakel
- 1942 – Eld, lera och människor

### Speaker
- 1942 – Eld, lera och människor
- 1943 – Porslinsbruket
- 1943 – Grön front
- 1944 – Budkavle kommer